# Desitively Bonnaroo
Desitively Bonnaroo är ett musikalbum av Dr. John som utgavs 1974 av skivbolaget Atco Records. Albumet producerades av Allen Toussaint och Dr. John backas precis som på det föregående albumet In the Right Place upp av instrumentalgruppen The Meters. Skivan nådde plats 105 på Billboard 200-listan.

## Låtlista
(låtar utan upphovsman skrivna av Mac Rebennack, det vill säga Dr. John)
1. "Quitters Never Win" - 3:17
2. "Stealin'" - 3:32
3. "What Come Around (Goes Around)" - 3:13
4. "Me Minus You Equals Loneliness" - 3:06
5. "Mos' Scocious" - 2:47
6. "(Everybody Wanna Get Rich) Rite Away" - 2:43
7. "Let's Make a Better World" (Earl King) - 2:58
8. "R U 4 Real" - 4:16
9. "Sing Along Song" - 2:44
10. "Can't Git Enuff" - 3:00
11. "Go Tell the People" (Allen Toussaint) - 3:06
12. "Desitively Bonnaroo" (Jessie Hill, Rebennack) - 2:31